# 長野社会保険事務局

長野社会保険事務局（ながのしゃかいほけんじむきょく）は、長野県長野市にあった社会保険庁の地方支分部局で、長野県を管轄していた。

## 管内社会保険事務所等
- 長野社会保険事務局長野南社会保険事務室（長野南社会保険事務所）
- 長野北社会保険事務所
- 岡谷社会保険事務所
- 伊那社会保険事務所（長野社会保険事務局伊那事務所）
- 飯田社会保険事務所
- 松本社会保険事務所
- 小諸社会保険事務所